# هیپپالا
هیپپالا (به لاتین: Hippala) یک منطقهٔ مسکونی در سری‌لانکا است که در استان مرکزی (سری‌لانکا) واقع شده‌است.